# Grube Anna-Elisabeth
Die Grube Anna-Elisabeth ist ein über 700 Jahre altes, stillgelegtes Silber- und Vitriol-Bergwerk auf dem Gebiet der Stadt Schriesheim an der Bergstraße im Rhein-Neckar-Kreis. Es bestand von vor 1291 bis 1817 (1936 endgültig) und wird heute als Schaubergwerk genutzt.

## Bergbaugeschichte

### Historisch
Urkundliche Erwähnung fand die Grube Anna-Elisabeth erstmals im Jahre 1291. Spätestens zu diesem Zeitpunkt war sie als silberförderndes Bergwerk in Betrieb.
Im August 1291 unterstellten die Brüder Conrad II und Friedrich von Strahlenberg aus dem benachbarten Schriesheim ihren Bergwerksbesitz an der Grube dem Pfalzgrafen bei Rhein Ludwig II., wobei sie die Hälfte des Besitzes als Lehen zurückerhielten.
Erneut urkundlich erwähnt wurde die Grube 1474. Unter Pfalzgraf Friedrich I.  wurden mehrere Schmelzhütten betrieben und Bergordnungen erlassen, der Bergbau wurde also in größerem Umfang betrieben.
Bereits 1509 wurde das Bergwerk an Gregor Hirsch aus Schneeberg in Sachsen verliehen, der 1511 eine Bergordnung mit starkem Einfluss durch sächsisches Bergrecht herausgab. Nur 3 Jahre später musste Hirsch im Streit gehen und es wurde an Michael Reyn aus Schneeberg verliehen.
Die Bergordnung von Pfalzgraf Ludwig V. aus dem Jahre 1528 zeigt das Bergwerk auf der Titelseite.
Zu sehen ist ein Schacht mit Zimmerung und Haspel, sowie einer hölzernen Fahrt. Im Talbereich sind zwei Stollen mit hölzernen Türstöcken dargestellt. Nahe dem unteren Stollenmundloch ist wahrscheinlich ein Röstofen mit Schmelze zu sehen. Der Erztransport erfolgte mit Eimern aus dem Schacht und einfachen hölzernen Schubkarren aus dem Stollen.
In der Schriesheimer Erzaufbereitung wurden auch die Erze der Grube Marie in der Kohlbach weiterverarbeitet.
Zu einer ersten Grubenschließung kam es 1545. Zwar erging bereits 1551 eine neue Bergordnung, die Grube blieb jedoch noch weitere 150 Jahre geschlossen, bevor 1701 die Bergbautätigkeiten wieder aufgenommen wurden. Diesmal wurde Vitriolerz, namentlich Eisenvitriol abgebaut.
Aus dem 17. Jahrhundert liegen keine Berichte vor, erst 1782 wird das Bergwerk erwähnt, wieder wird ausschließlich der Abbau von Kupfervitriol und Eisenvitriol beschrieben. Die Blütezeit der Vitriolförderung verlief bis 1810.
1817 wurde der Bergbaubetrieb vorübergehend eingestellt. Danach fiel die Grube ins Bergfreie.
Erst 1894 wurde sie – erstmals unter dem Namen Anna-Elisabeth – neu beliehen, erneut zur Gewinnung von Kupfer- und Schwefelerzen. Der Betrieb wurde jedoch nicht aufgenommen, auch ein weiterer Versuch 1936 blieb erfolglos. Die Grube wurde endgültig stillgelegt.
In den Jahren 1943 bis 1945 wurde das Bergwerk als Luftschutzbunker genutzt, danach verfiel es und die Schächte und Stollen wurden teilweise verfüllt.

### Neuzeit

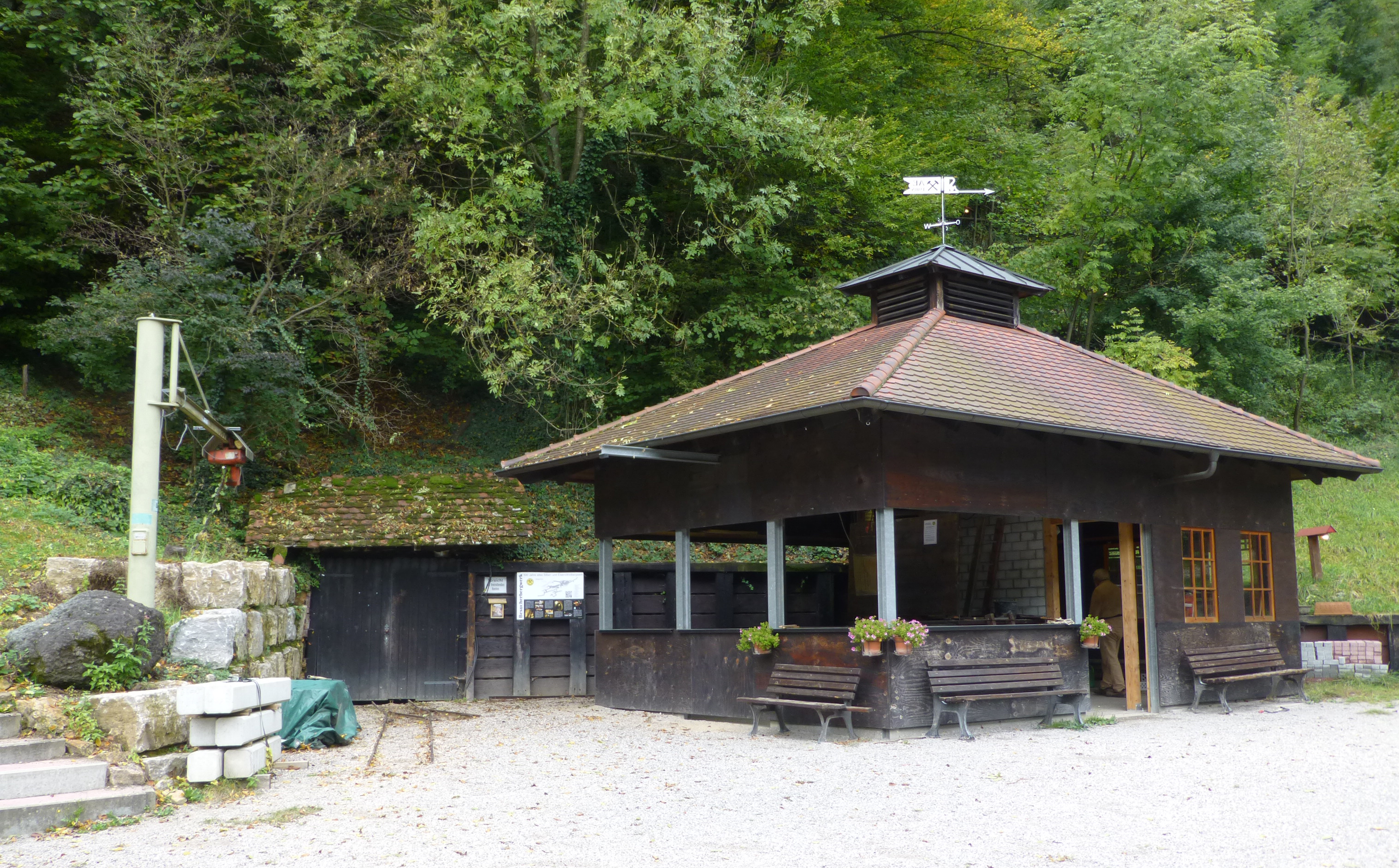
Grube Eingang 2017

Vor dem Hintergrund der Bedrohung durch städtebauliche Maßnahmen und angeregt durch eine Gruppe engagierter Schriesheimer Bürger (u. a. Wilhelm Gassert und Jürgen Sandel †) wurden 1985 das Bergwerk und die Außenanlagen aus dem 18. Jahrhundert unter Denkmalschutz gestellt. Aus der Initiative ging später der Bergwerksvereins Schriesheim e. V. hervor.
In den folgenden Jahren erfolgte die mühselige Öffnung der alten Schächte und Stollen und bereits 1988 konnte ein erster Stollen, der Mittelstollen, der Öffentlichkeit zugänglich gemacht werden. Seit dieser Zeit steht die Grube Anna-Elisabeth als Besucherbergwerk allen interessierten Besuchern offen.
- 1993 begannen sehr aufwändige und teure Sanierungsarbeiten am Sudhaus, das als Museum eröffnet werden sollte.
- 21. November 1997 fand die Gründung des Bergwerkvereins Schriesheim statt.
- 2005, zum Anlass des 20. Bergwerksfestes richtete der Bergwerksverein Schriesheim e. V., die Stadt Schriesheim und der Landesverband der Bergmannsvereine und bergmännischen Musikvereine Baden-Württemberg e. V. den 3. Baden-Württembergischen Bergmannstag in Schriesheim aus. Mit circa 1000 geladenen Gästen und 30.000 Besuchern (Presseangabe) ein Highlight der Vereinsgeschichte. Höhepunkt des bergmännischen Abends war der große bergmännische Zapfenstreich auf dem Festplatz. Hunderte Trachtenträger machten die Zeremonie zu einem optischen Erlebnis.
- 2010 wurde das 25. Bergwerksfest gefeiert; seit seiner Öffnung haben mehr als 155.000 Besucher das Bergwerk besichtigt.[9]

## Altlasten durch Abraum
Bei Bodenuntersuchungen in den Jahren von 1997 bis 2000 wurden in talabwärts gelegenen Flächen deutlich erhöhte Schwermetallkonzentrationen, insbesondere von Arsen,
Blei, Thallium und Cadmium, gemessen. Für Cadmium und Blei kann durch Gemüseverzehr die tolerable tägliche Schadstoffmenge erreicht oder sogar überschritten werden. Die Thalliumkonzentrationen sind beim Verzehr von Blattgemüse bedenklich. Das mögliche Gesundheitsrisiko kann nicht abgeschätzt werden. Das für Schriesheim zuständige Landratsamt hat für die Eigentümer der betroffenen 20 Grundstücke konkrete Empfehlungen bezüglich des Anbaus und Verzehrs von Obst und Gemüse gegeben. Seit dem Jahr 2000 muss im Bergwerk gegebenenfalls anfallender Abraum analysiert und Sonderabfall fachgerecht entsorgt werden.

## Besucherbetrieb

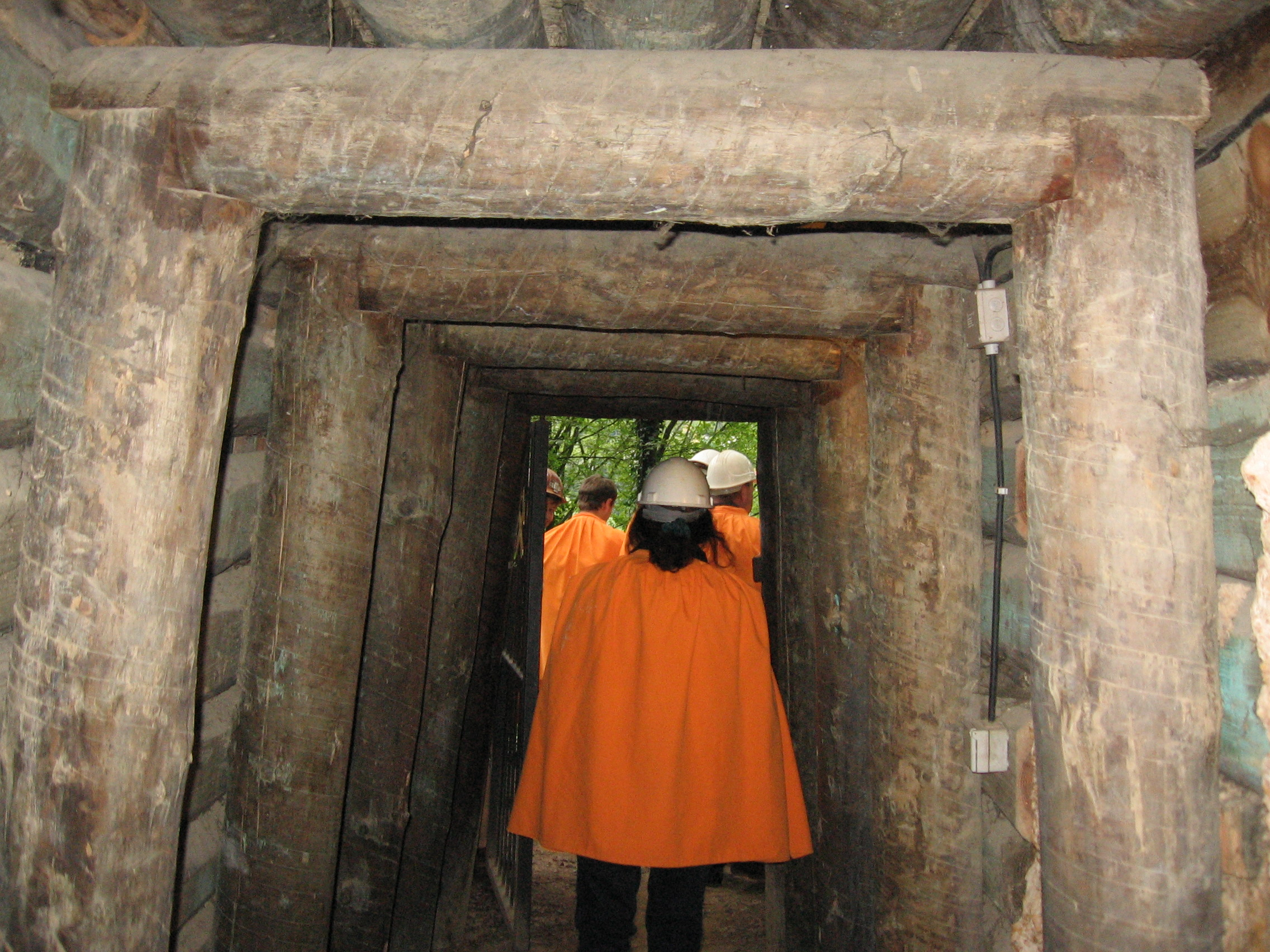
Grube Anna-Elisabeth, Begehung des Tagstollens

Öffentliche Besuchstage sind die Sonn- und Feiertage (außer Karfreitag und Allerheiligen) von März bis Oktober zwischen 11:00 Uhr und 16:30 Uhr.
Gruppenführungen können auch an anderen Tagen vereinbart werden.

## Veranstaltungen
- Am ersten Juliwochenende findet das Bergwerksfest traditionsgemäß statt.
- Am 31. Oktober findet jährlich „Halloween im Bergwerk“ statt.

## Zugehörigkeit
- 1987 entschloss sich die Gruppe zum Eintritt in den Landesverband der Bergmannsvereine und bergmännischen Musikvereine Baden-Württemberg e. V.
- 2004 entstand eine Austauschmitgliedschaft mit dem Bergbauverein Silberberg Davos und dem Bergwerkverein Käpfnach bei Horgen in der Schweiz.